# ETA Ascon Star Group
Die ETA-ASCON Star Group (auch ETA Star Group oder ETA Ascon Group) ist ein Konglomerat in den Vereinigten Arabischen Emiraten mit Unternehmen in den Bereichen Hoch- und Tiefbau, Elektromechanik, Energieprojekte, Aufzugstechnik, Massengüterhandel, Automobilhandel, Immobilien und Anlagenverwaltung.
Das Unternehmen ist Teil der Al Ghurair Group, einem Handelsunternehmen in den Vereinigten Arabischen Emiraten und den indischen Geschäftsleuten BS Abdul Rahman und Syed Salahuddin.

## Geschichte
Die ETA ASCON - STAR GROUP wurde 1973 als Partnerschaftsunternehmen zwischen der AI Ghurair Group und Amana Investments Limited gegründet. 1991 wurde die Rechtsform in eine juristische Person umgewandelt und in Emirates Trading Agency LLC umbenannt.
Seit der Firmengründung im Jahr 1973 hat das Unternehmen zu einigen Bauten und Projekten beigetragen:
ETA war an fast allen Großprojekten in den Emiraten beteiligt, beispielsweise am Dubai International Airport, der Dubai Metro, den Emirates Towers, dem Burj Khalifa, dem Burj Al Arab, dem Jumeirah Beach Hotel, den Emaar Towers in Dubai Marina, den Twin Towers, dem Cleveland Hospital in Abu Dhabi, dem Emirates Palace Hotel, dem Dubai Conference Centre und den Villas in den Emaar Hills, der Delhi Metro usw.
Das Unternehmen hat außerdem hochwertige Immobilien in Indien und Sri Lanka entwickelt und mehr als 2.500 Einheiten fertiggestellt und eine Fläche von über 465.000 Quadratmetern bebaut.
Der konsolidierte Umsatz der ETA Ascon Star Group beträgt über 6 Milliarden US-Dollar und das Unternehmen verfügt über 76.000 Mitarbeiter in einem diversifizierten Geschäftsfeld.